# Délégations aux championnats du monde d'athlétisme 2009
2 101 athlètes provenant de 202 fédérations membres de l'IAAF sont inscrits pour les Championnats du monde d'athlétisme 2009 de Berlin.
| \| Accès direct dans l’index alphabétique \|  |
| A B C D E F G H I J K L M N O P Q R S T U V Z |
| Accès direct dans l’index alphabétique        |

Les 50 équipes les plus nombreuses  sont :
- États-Unis 160
- Russie 99
- Allemagne 85
- France 78
- Japon 59
- Espagne 54
- Ukraine 54
- Royaume-Uni 51
- Jamaïque 48
- Kenya 44
- Australie 42
- Pologne 42
- Éthiopie 41
- Italie 37
- Cuba 34
- Chine 33
- Brésil 30
- Portugal 30
- Canada 25
- Nigeria 25
- Afrique du Sud 24
- Biélorussie 23
- Suède 23
- Maroc 22
- Grèce 21
- Finlande 20
- Trinité-et-Tobago 20
- Corée du Sud 19
- Bahamas 18
- Estonie 18
- Mexique 18
- Belgique 17
- Irlande 17
- Norvège 17
- Roumanie 17
- Lettonie 16
- Lituanie 16
- Nouvelle-Zélande 16
- Bahreïn 15
- Équateur 14
- Kazakhstan 14
- Bulgarie 13
- Slovénie 13
- Slovaquie 13
- Colombie 12
- Tchéquie 12
- Hongrie 12
- Arabie saoudite 12
- Turquie 12
- Ouganda 12
- Pays-Bas 11
- Suisse 11
- Érythrée 10
- Serbie 10

## A

### Albanie
Par tirage au sort, ce jeune athlète de 19 ans sera aussi celui qui sera le tout premier à concourir de tous ces championnats, le samedi 15 août, à 10 h 05. Il a un record personnel de seulement 16,94 m.
| Épreuve | Athlète(s)     | Résultat |
| ------- | -------------- | -------- |
| Poids   | Adriatik Hoxha |          |

| Épreuve                  | Athlète(s) | Résultat |
| ------------------------ | ---------- | -------- |
| Pas d'athlètes féminines |            |          |

### Afrique du Sud
| Épreuve           | Athlète(s)                                                                                    | Résultat |
| ----------------- | --------------------------------------------------------------------------------------------- | -------- |
| 100 m             | Simon Magakwe                                                                                 |          |
| 200 m             | Tshegofatso Meshoe Thuso Mpuang                                                               |          |
| 110 m haies       | Lehann Fourie                                                                                 |          |
| 400 m             | Pieter Smith                                                                                  |          |
| 400 m haies       | L. J. van Zyl                                                                                 |          |
| 800 m             | Mbulaeni Mulaudzi Samson Ngoepe                                                               |          |
| 1 500 m           | Johan Cronje Peter van der Westhuizen                                                         |          |
| 3 000 m steeple   | Ruben Ramolefi                                                                                |          |
| Longueur          | Khotso Mokoena                                                                                |          |
| Décathlon         | Willem Coertzen                                                                               |          |
| Lancer du marteau | Chris Harmse                                                                                  |          |
|                   | Robert Oosthuizen                                                                             |          |
| Marathon          | Norman Dlomo Coolboy Ngamole Johannes Kekana                                                  |          |
| Relais 4 × 100 m  | Simon Magakwe, Tshegofatso Meshoe, Thuso Mpuang, Kagisho Kumbane, Hannes Dreyer, Leigh Julius |          |
| Relais 4 × 400 m  | Pieter Smith, Ofentse Mogawane, Sibusiso Sishi, Jacob Ramokoka, Paul Gorries                  |          |

| Épreuve  | Athlète(s)      | Résultat      |
| -------- | --------------- | ------------- |
| 200 m    | Isabel le Roux  |               |
| 800 m    | Caster Semenya  | Médaille d'or |
| Longueur | Janice Josephs  |               |
| Javelot  | Sunette Viljoen |               |
| Disque   | Elizna Naude    |               |
| Marathon | Tanith Maxwell  |               |

### Algérie
- Nadjim Manseur 800 m
- Tarek Boukensa 1 500 m
- Taoufik Makhloufi 1 500 m
- Imad Touil 1 500 m
- Antar Zerguelaïne 1 500 m
- Larbi Bouraada décathlon

### Allemagne
Source : (). Après les forfaits, 91 athlètes.
| Épreuve           | Athlète(s)                                                                                         | Résultat |
| ----------------- | -------------------------------------------------------------------------------------------------- | -------- |
| 100 m             | Tobias Unger Stefan Schwab Martin Keller                                                           |          |
| 200 m             | Aleixo-Platini Menga Robert Hering Alexander Kosenkow                                              |          |
| 800 m             | Robin Schembera                                                                                    |          |
| 1 500 m           | Carsten Schlangen Stefan Eberhardt                                                                 |          |
| 5 000 m           | Arne Gabius                                                                                        |          |
| Marathon          | André Pollmächer Martin Beckmann Falk Cierpinski Tobias Sauter Stefan Koch Tobias Sauter           |          |
| 110 m haies       | Matthias Bühler Helge Schwarzer Alexander John                                                     |          |
| 400 m haies       | Thomas Goller (forfait)                                                                            |          |
| 3 000 m steeple   | Steffen Uliczka                                                                                    |          |
| 20 km marche      | André Höhne                                                                                        |          |
| 50 km marche      | André Höhne                                                                                        |          |
| Saut en hauteur   | Raul Spank                                                                                         |          |
| Saut à la perche  | Alexander Straub Malte Mohr Björn Otto Tobias Scherbarth (remplaçant)                              |          |
| Saut en longueur  | Sebastian Bayer Nils Winter                                                                        |          |
| Triple saut       | Charles Friedek                                                                                    |          |
| Lancer du poids   | Ralf Bartels Peter Sack David Storl                                                                |          |
| Lancer du disque  | Robert Harting Markus Münch                                                                        |          |
| Lancer du marteau | Markus Esser Sergej Litvinov                                                                       |          |
| Lancer du javelot | Mark Frank Tino Häber                                                                              |          |
| Décathlon         | Pascal Behrenbruch Norman Müller Moritz Cleve                                                      |          |
| Relais 4 × 100 m  | Marius Broening, Tobias Unger, Stefan Schwab, Alexander Kosenkow, Martin Keller, Daniel Schnelting |          |
| Relais 4 × 400 m  | Martin Grothkopp, Jonas Plass, Ruwen Faller, Thomas Schneider, Eric Krüger, Kamghe Gaba            |          |

| Épreuve           | Athlète(s)                                                                                              | Résultat |
| ----------------- | --- | -------- |
| 100 m             | Verena Sailer Marion Wagner                                                                             |          |
| 400 m             | Sorina Nwachukwu                                                                                        |          |
| 800 m             | Jana Hartmann                                                                                           |          |
| 10 000 m          | Sabrina Mockenhaupt                                                                                     |          |
| Marathon          | Sabrina Mockenhaupt Susanne Hahn Melanie Kraus Luminita Zaituc Ulrike Maisch                            |          |
| 100 m haies       | Carolin Nytra                                                                                           |          |
| 400 m haies       | Jonna Tilgner                                                                                           |          |
| SC                | Antje Möldner                                                                                           |          |
| 20 km marche      | Sabine Krantz                                                                                           |          |
| Saut en hauteur   | Ariane Friedrich Meike Kröger                                                                           |          |
| Saut à la perche  | Silke Spiegelburg Kristina Gadschiew Anna Battke                                                        |          |
| Saut en longueur  | Bianca Kappler Beatrice Marscheck Melanie Bauschke                                                      |          |
| Triple saut       | Katja Demut                                                                                             |          |
| Lancer du poids   | Nadine Kleinert Denise Hinrichs Christina Schwanitz                                                     |          |
| Lancer du disque  | Nadine Müller Franka Dietzsch                                                                           |          |
| Lancer du marteau | Betty Heidler Kathrin Klaas Andrea Bunjes                                                               |          |
| lancer du javelot | Christina Obergföll Steffi Nerius Linda Stahl                                                           |          |
| Heptathlon        | Jennifer Oeser Lilli Schwarzkopf Julia Mächtig                                                          |          |
| Relais 4 × 100 m  | Verena Sailer, Marion Wagner, Anne Möllinger, Cathleen Tschirch, Lisa Schorr, Katja Wakan               |          |
| Relais 4 × 400 m  | Sorina Nwachukwu, Claudia Hoffmann, Esther Cremer, Jonna Tilgner, Fabienne Kohlmann, Florence Ekpo-Umoh |          |

### Antigua-et-Barbuda
| Épreuve | Athlète(s)        | Résultat |
| ------- | ----------------- | -------- |
| 100 m   | Daniel Bailey     |          |
| 200 m   | Brendan Christian |          |

| Épreuve                  | Athlète(s) | Résultat |
| ------------------------ | ---------- | -------- |
| Pas d'athlètes féminines |            |          |

### Antilles néerlandaises
| Épreuve | Athlète(s)       | Résultat |
| ------- | ---------------- | -------- |
| 100 m   | Churandy Martina |          |
| 200 m   | Churandy Martina |          |

| Épreuve                  | Athlète(s) | Résultat |
| ------------------------ | ---------- | -------- |
| Pas d'athlètes féminines |            |          |

### Arabie saoudite
| Épreuve          | Athlète(s)                                         | Résultat |
| ---------------- | -------------------------------------------------- | -------- |
| 200 m            | Hamed Hamdan al-Bishi                              |          |
| 400 m            | Yousef Ahmed Masrahi Ismail Alsabani               |          |
| 800 m            | Mohammed Al-Salhi Ali al-Deraan                    |          |
| 1 500 m          | Mohammed Shaween                                   |          |
| 5 000 m          | Hussain Jamaan Alhamdah Moukheld Al-Outaibi        |          |
| Saut en longueur | Mohamed Salman Al Khuwalidi Hussein Taher al-Sabee |          |
| Lancer du disque | Sultan Mubarak Al-Dawoodi                          |          |
| Lancer du poids  | Sultan Abdulmajeed Alhabashi                       |          |

| Épreuve                  | Athlète(s) | Résultat |
| ------------------------ | ---------- | -------- |
| Pas d'athlètes féminines |            |          |

### Argentine
| Épreuve           | Athlète(s)                   | Résultat |
| ----------------- | ---------------------------- | -------- |
| Lancer du poids   | Germán Lauro                 |          |
| Lancer du disque  | Germán Lauro Jorge Balliengo |          |
| Lancer du marteau | Juan Cerra                   |          |
| 20 km marche      | Juan Manuel Cano             |          |

| Épreuve           | Athlète(s)        | Résultat |
| ----------------- | ----------------- | -------- |
| Lancer du marteau | Jennifer Dahlgren |          |
| Lancer du disque  | Rocío Comba       |          |

### Arménie
| Épreuve           | Athlète(s)    | Résultat |
| ----------------- | ------------- | -------- |
| Lancer du javelot | Melik Janoyan |          |

| Épreuve | Athlète(s)     | Résultat |
| ------- | -------------- | -------- |
| 100 m   | Ani Khachikyan |          |

### Australie
| Épreuve          | Athlète(s)                                                                    | Résultat |
| ---------------- | ----------------------------------------------------------------------------- | -------- |
| 400 m            | Joel Milburn John Steffensen Sean Wroe                                        |          |
| 1 500 m          | Jeff Riseley Jeremy Roff Ryan Gregson                                         |          |
| 5 000 m          | Collis Birmingham                                                             |          |
| 10 000 m         | David McNeill Collis Birmingham                                               |          |
| 400 m haies      | Tristan Thomas Brendan Cole                                                   |          |
| 3 000 m steeple  | Youcef Abdi                                                                   |          |
| 20 km marche     | Luke Adams Adam Rutter Jared Tallent                                          |          |
| 50 km marche     | Luke Adams Chris Erickson Jared Tallent                                       |          |
| Marathon         | Martin Dent Andrew Letherby Mark Tucker Scott Westcott                        |          |
| Perche           | Steven Hooker                                                                 |          |
| Longueur         | Fabrice Lapierre Mitchell Watt                                                |          |
| Triple saut      | Alwyn Jones                                                                   |          |
| Poids            | Justin Anlezark Scott Martin                                                  |          |
| Disque           | Benn Harradine                                                                |          |
| Relais 4 × 100 m | Anthony Alozie, Matt Davies, Patrick Johnson, Joshua Ross, Aaron Rouge-Serret |          |
| Relais 4 × 400 m | Joel Milburn, John Steffensen, Tristan Thomas, Sean Wroe, Ben Offereins       |          |

| Épreuve          | Athlète(s)                                                                                            | Résultat |
| ---------------- | --- | -------- |
| 100 m            | Melissa Breen                                                                                         |          |
| 800 m            | Madeleine Pape                                                                                        |          |
| 100 m haies      | Sally McLellan                                                                                        |          |
| 400 m haies      | Tamsyn Lewis Jana Pittman-Rawlinson                                                                   |          |
| 3000 m steeple   | Donna MacFarlane                                                                                      |          |
| 20 km marche     | Jessica Rothwell Claire Tallent Cheryl Webb                                                           |          |
| Marathon         | Lisa Weightman                                                                                        |          |
| Hauteur          | Petrina Price                                                                                         |          |
| Disque           | Dani Samuels                                                                                          |          |
| Javelot          | Kimberley Mickle                                                                                      |          |
| Relais 4 × 400 m | Tamsyn Lewis, Jana Pittman-Rawlinson, Jodie Henry, Madeleine Pape, Caitlin Pincott, Pirrenee Steinert |          |

### Autriche
| Épreuve          | Athlète(s)      | Résultat |
| ---------------- | --------------- | -------- |
| 100 m            | Ryan Moseley    |          |
| Lancer du disque | Gerhard Mayer   |          |
| Décathlon        | Roland Schwarzl |          |

| Épreuve           | Athlète(s)              | Résultat |
| ----------------- | ----------------------- | -------- |
| 100 m             | Bettina Müller-Weissina |          |
| Lancer du javelot | Elisabeth Pauer         |          |

### Azerbaïdjan
| Épreuve | Athlète(s)    | Résultat |
| ------- | ------------- | -------- |
| 200 m   | Ramil Quliyev |          |

| Épreuve                  | Athlète(s) | Résultat |
| ------------------------ | ---------- | -------- |
| Pas d'athlètes féminines |            |          |

## B

### Bahreïn
| Épreuve         | Athlète(s)                            | Résultat |
| --------------- | ------------------------------------- | -------- |
| 800 m           | Belal Mansoor Ali Yusuf Saad Kamel    |          |
| 1 500 m         | Belal Mansoor Ali Yusuf Saad Kamel    |          |
| 5 000 m         | Hasan Mahboob                         |          |
| 10 000 m        | Hasan Mahboob                         |          |
| Marathon        | Nasar Sakar Saeed Khalid Kamal Yaseen |          |
| 3 000 m steeple | Tareq Mubarak Taher                   |          |
| Triple saut     | Mohamed Youssef Al-Sahabi             |          |

| Épreuve | Athlète(s)                     | Résultat |
| ------- | ------------------------------ | -------- |
| 100 m   | Rakia Al-Gassra                |          |
| 200 m   | Rakia Al-Gassra                |          |
| 800 m   | Maryam Yusuf Jamal             |          |
| 1 500 m | Maryam Yusuf Jamal Mimi Belete |          |

### Barbade
| Épreuve     | Athlète(s)                 | Résultat |
| ----------- | -------------------------- | -------- |
| 100 m       | Ramon Gittens Andrew Hinds |          |
| 200 m       | Ramon Gittens Andrew Hinds |          |
| 110 m haies | Ryan Brathwaite            |          |

| Épreuve | Athlète(s)  | Résultat |
| ------- | ----------- | -------- |
| 100 m   | Jade Bailey |          |
| 200 m   | Jade Bailey |          |

### Belgique
| Épreuve           | Athlète(s)                                                  | Résultat |
| ----------------- | ----------------------------------------------------------- | -------- |
| 400 m             | Kévin Borlée Cédric Van Branteghem                          |          |
| 110 m haies       | Adrien Deghelt Damien Broothaerts                           |          |
| 400 m haies       | Michael Bultheel                                            |          |
| 3000 m steeple    | Pieter Desmet                                               |          |
| Lancer du javelot | Thomas Smet Tom Goyvaerts                                   |          |
| Saut à la perche  | Kevin Rans                                                  |          |
| Relais 4 × 400 m  | Nils Duerinck, Arnaud Ghislain, Antoine Gillet, Joris Haeck |          |

| Épreuve          | Athlète(s)                                               | Résultat |
| ---------------- | -------------------------------------------------------- | -------- |
| 200 m            | Olivia Borlée                                            |          |
| 100 m haies      | Eline Berings Elisabeth Davin                            |          |
| Triple saut      | Svetlana Bolshakova                                      |          |
| 400 m haies      | Élodie Ouédraogo                                         |          |
| Heptathlon       | Sara Aerts                                               |          |
| Relais 4 × 100 m | Hanna Mariën, Anne Zagré, Elisabeth Davin, Eline Berings |          |

### Biélorussie
| Épreuve           | Athlète(s)                                  | Résultat |
| ----------------- | ------------------------------------------- | -------- |
| 110 m haies       | Maksim Lynsha                               |          |
| Saut en hauteur   | Artsiom Zaitsau                             |          |
| Triple saut       | Dzmitry Dziatsuk                            |          |
| Lancer du poids   | Yury Bialou Pavel Lyzhyn Andrei Mikhnevich  |          |
| Lancer du marteau | Pavel Kryvitski Dzmitry Shako Yury Shayunou |          |
| Lancer du javelot | Aliaksandr Ashomka                          |          |
| Décathlon         | Andrei Krauchanka                           |          |
| 20 km marche      | Dzianis Simanovich                          |          |

| Épreuve           | Athlète(s)                                                                          | Résultat |
| ----------------- | ----------------------------------------------------------------------------------- | -------- |
| 100 m             | Yulia Nestsiarenka                                                                  |          |
| 200 m             | Alena Kievich                                                                       |          |
| Saut en longueur  | Nastassia Mironchyk                                                                 |          |
| Lancer du poids   | Natallia Mikhnevich                                                                 |          |
| Lancer du disque  | Iryna Yatchanka Elina Zverava                                                       |          |
| Lancer du marteau | Aksana Miankova Darya Pchelnik                                                      |          |
| Lancer du javelot | Maryna Novik                                                                        |          |
| 20 km marche      | Sniazhana Yurchanka                                                                 |          |
| Relais 4 × 100 m  | Hanna Bahdanovich, Yulia Bulykina, Aksana Drahun, Alena Kievich, Yulia Nestsiarenka |          |

### Botswana
| Épreuve          | Athlète(s)                  | Résultat |
| ---------------- | --------------------------- | -------- |
| 200 m            | Fanuel Kenosi Isaac Makwala |          |
| 400 m            | Isaac Makwala               |          |
| Saut en hauteur  | Kabelo Kgosiemang           |          |
| Saut en longueur | Gable Garenamotse           |          |

| Épreuve | Athlète(s)      | Résultat |
| ------- | --------------- | -------- |
| 200 m   | Amantle Montsho |          |
| 400 m   | Amantle Montsho |          |

### Brésil
Parmi les 45 athlètes convoqués figurent cinq nouveaux cas de dopage signalés le 5 août 2009 par la Fédération brésilienne d'athlétisme. Il s'agirait des sprinteurs Bruno Tenorio, Jorge Célio Sena, Luciana Franca et Josiane Tito ainsi que de l'heptathlète Lucimara Silvestre. Contrôlés positifs à Presidente Prudente le 15 juin, ils ont demandé l'analyse des échantillons B. Ils sont signalés par un * dans la liste. Un sixième cas est signalé le 15 août, avec suspension immédiate (athlète indiquée par **).
| Épreuve           | Athlète(s)                                                                                     | Résultat |
| ----------------- | ---------------------------------------------------------------------------------------------- | -------- |
| 100 m             | José Carlos Moreira Vicente Lenilson de Lima Basílio de Moraes                                 |          |
| 200 m             | Bruno Tenorio Lins* Sandro Viana Jorge Célio Sena*                                             |          |
| 800 m             | Fabiano Peçanha Kléberson Davide                                                               |          |
| 400 m haies       | Mahau Sugimachi                                                                                |          |
| Saut en hauteur   | Jessé Farias                                                                                   |          |
| Triple saut       | Jadel Gregório Jefferson Sabino Leonardo Elisário dos Santos                                   |          |
| Saut à la perche  | Fábio Gomes da Silva                                                                           |          |
| Lancer du javelot | Júlio César de Oliveira                                                                        |          |
| 20 km marche      | José Alessandro Bagio Moacir Zimmermann                                                        |          |
| 50 km marche      | Mário José Santos Jr.                                                                          |          |
| Marathon          | Marilson Gomes dos Santos José Telles de Souza Adriano Bastos                                  |          |
| Relais 4 × 100 m  | José Carlos Moreira, Vicente Lenilson de Lima, Basílio de Moraes, Bruno Lins, Jorge Célio Sena |          |

| Épreuve          | Athlète(s) | Résultat |
| ---------------- | --- | -------- |
| 100 m            | Lucimar Moura |          |
| 400 m haies      | Luciana França* Lucimar Teodoro** |          |
| 3 000 m steeple  | Sabine Heitling |          |
| Saut en longueur | Maurren Maggi Keila Costa |          |
| Triple saut      | Gisele de Oliveira |          |
| Saut à la perche | Fabiana Murer |          |
| Lancer du disque | Elisângela Adriano |          |
| Heptathlon       | Lucimara Silvestre* |          |
| 20 km marche     | Tânia Spindler Alessandra Picagevicz |          |
| Marathon         | Maria Zeferina Baldaia Adriana Aparecida da Silva                                                                                            |          |
| Relais 4 × 100 m | Lucimar Moura, Evelyn Santos, Thaissa Presti, Franciela Krasucki, Rosemar Coelho Neto, Nilson de Oliveira André, Ailson Feitosa, Vanda Gomes |          |
| Relais 4 × 400 m | Bárbara Farias de Oliveira, Emmily Pinheiro, Jailma Sales de Lima, Geisa Coutinho, Josiane Tito*, Sheila Ferreira                            |          |

### Bulgarie
| Épreuve     | Athlète(s)        | Résultat |
| ----------- | ----------------- | -------- |
| 100 m       | Desislav Gunev    |          |
| 200 m       | Desislav Gunev    |          |
| Perche      | Spas Bukhalov     |          |
| Longueur    | Nikolay Atanasov  |          |
| Triple saut | Momchil Karailiev |          |
| Poids       | Georgi Ivanov     |          |

| Épreuve     | Athlète(s)                           | Résultat |
| ----------- | ------------------------------------ | -------- |
| 100 m       | Ivet Lalova                          |          |
| 400m haies  | Tsvetelina Kirilova Vania Stambolova |          |
| Hauteur     | Venelina Veneva                      |          |
| Triple saut | Petia Dacheva                        |          |
| Disque      | Venera Getova                        |          |

### Burkina Faso
| Épreuve | Athlète(s)    | Résultat |
| ------- | ------------- | -------- |
| 100 m   | Idrissa Sanou |          |

| Épreuve     | Athlète(s)      | Résultat |
| ----------- | --------------- | -------- |
| 400 m haies | Aïssata Soulama |          |

## C

### Îles Caïmans
| Épreuve | Athlète(s)  | Résultat |
| ------- | ----------- | -------- |
| 100 m   | Kemar Hyman |          |

| Épreuve | Athlète(s)         | Résultat |
| ------- | ------------------ | -------- |
| 200 m   | Cydonie Mothersill |          |

### Cameroun
| Épreuve     | Athlète(s)         | Résultat |
| ----------- | ------------------ | -------- |
| Triple saut | Hugo Mamba-Schlick |          |

| Épreuve     | Athlète(s)             | Résultat |
| ----------- | ---------------------- | -------- |
| 400 m haies | Carole Kaboud Mebam    |          |
| Triple saut | Françoise Mbango Etone |          |

### Canada
| Épreuve          | Athlète(s)                                                                             | Résultat |
| ---------------- | -------------------------------------------------------------------------------------- | -------- |
| 800 m            | Gary Reed                                                                              |          |
| 1 500 m          | Nathan Brannen                                                                         |          |
| Marathon         | Reid Coolsaet Giitah Macharia Andrew Smith Dylan Wykes                                 |          |
| 3 000 m steeple  | Robin Watson                                                                           |          |
| Lancer du poids  | Dylan Armstrong                                                                        |          |
| Relais 4 × 100 m | Bryan Barnett, Jared Connaughton, Sam Effah, Hank Palmer, Gavin Smellie, Oluseyi Smith |          |

| Épreuve           | Athlète(s)                                                                                     | Résultat |
| ----------------- | ---------------------------------------------------------------------------------------------- | -------- |
| 100 m haies       | Angela Whyte Perdita Felicien Priscilla Lopes-Schliep                                          |          |
| Marathon          | Tara Quinn-Smith                                                                               |          |
| Saut en longueur  | Ruky Abdulai Alice Falaiye                                                                     |          |
| Lancer du marteau | Sultana Frizell Jennifer Joyce                                                                 |          |
| Saut à la perche  | Kelsie Hendry                                                                                  |          |
| 20 km marche      | Rachel Lavallee                                                                                |          |
| Heptathlon        | Brianne Theisen                                                                                |          |
| Relais 4 × 400 m  | Jenna Martin, Carline Muir, Amonn Nelson, Adrienne Power, Esther Akinsulie, Kimberly Hyacinthe |          |

### Chili
- Ignacio Guerra javelot
- Yerko Araya 20 km marche
- Clara Morales marathon
- Natalia Ducó poids

### République populaire de Chine
- Ji Wei 110 m h
- Shi Dongpeng 110 m h
- Yin Jing 110 m h
- Li Jinzhe longueur
- Li Yanxi triple
- Qin Qiang javelot
- Chu Yafei 20km
- Li Jianbo 20 km
- Wang Hao 20 km
- Li Lei 50 km
- Xu Faguang 50 km
- Zhao Chengliang 50 km
- Zhang Yingying 10 000 m
- Bai Xue marathon
- Chen Rong marathon
- Sun Weiwei marathon
- Wang Jiali marathon
- Zhou Chunxiu marathon
- Zhu Xiaolin marathon
- Huang Xiaoxiao 400 m h
- Gao Shuying perche
- Li Ling perche
- Xie Limei triple
- Gong Lijiao poids
- Li Meiju poids
- Liu Xiangrong poids
- Ma Xuejun disque
- Song Aimin disque
- Xu Shaoyang disque
- Zhang Wenxiu marteau
- Liu Hong 20 km
- Yang Minxia 20 km
- Yang Yawei 20 km

### Chypre
- Kyriakos Ioannou
- Eleni Artymata 100 et 200
- Marianna Zahariadi perche
- Parakesvi Theodorou marteau

### Colombie
- Paulo Villar 110 m h
- Daniel Grueso 100 et 200 m
- Arley Ibargüen javelot
- Luis Fernando López 20 km marche
- Relais 4 × 100 féminin : Felipa Palacios, Alejandra Idrobo, Norma González, Darlenys Obregón et Yomara Hinestroza.
- Brigitte Merlano, 100 m haies
- Yomara Hinestroza 100 m
- Darlenys Obregón 200 m
- Norma González 400 m
- Rosibel García 800 m
- Johana Moreno marteau
- Caterine Ibargüen triple saut

### Corée du Sud
- Hwang Jun-hyeon marathon
- Ji Young-jun marathon
- Lee Myong-ki marathon
- Lee Myong-seung marathon
- Yuk Gun-tae marathon
- Lee Jung-joon 110 m haies
- Park Tae-kyong 110 m haies
- Kim Yoo-suk perche
- Kim Deok-hyeon triple
- Jung Sang-jin javelot
- Park Jae-myong javelot
- Byun Young-joon 20 km
- Kim Hyun-sub 20 km
- Park Chil-sung 20 km
- Lee Sun-young marathon
- Park Ho-sun marathon
- Youn Sun-sook marathon
- Lim Eun-ji perche
- Jung Soon-ok longueur

### Croatie
| Épreuve           | Athlète(s)         | Résultat |
| ----------------- | ------------------ | -------- |
| Lancer du marteau | András Haklits     |          |
| Lancer du poids   | Nedžad Mulabegović |          |

| Épreuve          | Athlète(s)                | Résultat |
| ---------------- | ------------------------- | -------- |
| Saut en hauteur  | Blanka Vlašić             |          |
| Lancer du disque | Sandra Perković Vera Begi |          |

### Cuba
| Épreuve           | Athlète(s)                                        | Résultat |
| ----------------- | ------------------------------------------------- | -------- |
| 400 m             | William Collazo                                   |          |
| 800 m             | Yeimer López                                      |          |
| 110 m haies       | Dayron Robles Dayron Capetillo                    |          |
| 400 m haies       | Omar Cisneros                                     |          |
| Longueur          | Ibrahim Camejo                                    |          |
| Triple saut       | Yoandri Betanzos Alexis Copello Arnie David Girat |          |
| Lancer du poids   | Carlos Véliz                                      |          |
| lancer du javelot | Guillermo Martínez                                |          |
| Décathlon         | Leonel Suárez Yordani García Yunior Díaz          |          |

| Épreuve           | Athlète(s)                                                       | Résultat |
| ----------------- | ---------------------------------------------------------------- | -------- |
| 100 m             | Hanay Tejeda                                                     |          |
| 200 m             | Roxana Díaz                                                      |          |
| 400 m             | Indira Terrero                                                   |          |
| 800 m             | Zulia Calatayud                                                  |          |
| Saut en longueur  | Yariadmis Argüelles                                              |          |
| Triple saut       | Yargelis Savigne Mabel Gay Yarianna Martínez                     |          |
| Lancer du poids   | Misleidys González Mailín Vargas Yaniuvis López                  |          |
| Lancer du disque  | Yarelis Barrios Yanisley Collado Yania Ferrales                  |          |
| Lancer du marteau | Arasay Thondike                                                  |          |
| Lancer du javelot | Osleidys Menéndez Yanet Cruz Yainelis Ribeaux                    |          |
| Relais 4 × 400 m  | Indira Terrero, Daisurami Bonne, Susana Clement et Diosmeli Peña |          |

## D

### Danemark
- Annemette Aagaard (marathon)
- Sara Slott Petersen (400 m h)
- Morten Jensen (longueur)

## E

### Égypte
- Amr Ibrahima Mostafa Seoud, 200 m
- Yasser Ibrahim Farag poids
- Omar Ahmed El Ghazaly disque
- Mohsen El Anany marteau

### Érythrée
- Hais Welday 1 500 m
- Teklemariam Medhin 5 000 m et 10 000 m
- Kidane Tadasse 5 000 m et 10 000 m
- Samuel Tsegay 5 000 m
- Zersenay Tadese 10 000 m
- Yared Asmerom marathon
- Yonas Kifle marathon
- Tesfayohannes Mesfin marathon

### Espagne
| Épreuve           | Athlète(s)                                              | Résultat |
| ----------------- | ------------------------------------------------------- | -------- |
| 100 m             | Ángel Rodríguez                                         |          |
| 200 m             | Ángel Rodríguez                                         |          |
| 800 m             | Manuel Olmedo Luis Alberto Marco                        |          |
| 1 500 m           | Reyes Estévez Juan Carlos Higuero Arturo Casado         |          |
| 5 000 m           | Alemayehu Bezabeh Jesús España Sergio Sánchez           |          |
| 10 000 m          | Carles Castillejo Ayad Lamdassem Manuel Penas           |          |
| Marathon          | Chema Martínez Rafael Iglesias Pedro Nimo               |          |
| 110 m haies       | Jackson Quiñónez Felipe Vivancos                        |          |
| 3 000 m steeple   | José Luis Blanco Eliseo Martín Ángel Mullera            |          |
| Saut en hauteur   | Javier Bermejo                                          |          |
| Longueur          | Luis Felipe Méliz                                       |          |
| Triple saut       | Andrés Capellán                                         |          |
| Lancer du poids   | Manuel Martínez Borja Vivas                             |          |
| Lancer du disque  | Mario Pestano Frank Casañas                             |          |
| Lancer du marteau | Javier Cienfuegos                                       |          |
| 20 km marche      | Paquillo Fernández Juan Manuel Molina José Ignacio Díaz |          |
| 50 km marche      | Jesús Ángel García Mikel Odriozola Alejandro Cambil     |          |
| Décathlon         | Agustín Félix                                           |          |

| Épreuve           | Athlète(s)                                          | Résultat |
| ----------------- | --------------------------------------------------- | -------- |
| 800 m             | Mayte Martínez                                      |          |
| 1 500 m           | Natalia Rodríguez Nuria Fernández Iris Fuentes-Pila |          |
| 5 000 m           | Judit Plá                                           |          |
| 400 m haies       | Laia Forcadell                                      |          |
| 3 000 m steeple   | Marta Domínguez Eva Arias, Diana Martín             |          |
| Marathon          | Alessandra Aguilar                                  |          |
| Saut en hauteur   | Ruth Beitia                                         |          |
| Saut à la perche  | Naroa Agirre                                        |          |
| Lancer du javelot | Mercedes Chilla                                     |          |
| Lancer du marteau | Berta Castells                                      |          |
| 20 km marche      | María Vasco Beatriz Pascual                         |          |

### Estonie
| Épreuve           | Athlète(s)                                 | Résultat |
| ----------------- | ------------------------------------------ | -------- |
| 200 m             | Marek Niit                                 |          |
| 1 500 m           | Tiidrek Nurme                              |          |
| Lancer du disque  | Gerd Kanter Aleksander Tammert Märt Israel |          |
| Lancer du javelot | Andrus Värnik Mihkel Kukk Tanel Laanmäe    |          |
| Lancer du poids   | Taavi Peetre                               |          |
| Triple saut       | Lauri Leis                                 |          |
| Décathlon         | Mikk Pahapill Andres Raja Mikk-Mihkel Arro |          |

| Épreuve           | Athlète(s)                        | Résultat |
| ----------------- | --------------------------------- | -------- |
| Heptathlon        | Kaie Kand                         |          |
| Lancer du javelot | Moonika Aava                      |          |
| Saut en longueur  | Ksenija Balta Sirkka-Liisa Kivine |          |
| Triple saut       | Kaire Leibak                      |          |
| Saut en hauteur   | Anna Iljuštšenko                  |          |

### États-Unis
| Épreuve           | Athlète(s) | Résultat |
| ----------------- | --- | -------- |
| 100 m             | Tyson Gay Michael Rodgers Darvis Patton Monzavous Edwards                                                                  |          |
| 200 m             | Tyson Gay (forfait) Shawn Crawford Charles Clark Wallace Spearmon                                                          |          |
| 400 m             | Jeremy Wariner LaShawn Merritt Gil Roberts Lionel Larry                                                                    |          |
| 800 m             | Nick Symmonds Khadevis Robinson Ryan Brown                                                                                 |          |
| 1 500 m           | Bernard Lagat Lopez Lomong Leonel Manzano Dorian Ulrey                                                                     |          |
| 3 000 m steeple   | Josh McAdams Dan Huling Kyle Alcorn                                                                                        |          |
| 5 000 m           | Bernard Lagat Matt Tegenkamp Chris Solinsky Evan Jager                                                                     |          |
| 10 000m           | Galen Rupp Dathan Ritzenhein Tim Nelson                                                                                    |          |
| Marathon          | Dan Browne Nate Jenkins Justin Young Matt Gabrielson Edwardo Torres                                                        |          |
| 110 m haies       | David Payne Terrence Trammell Aries Merritt                                                                                |          |
| 400 m haies       | Kerron Clement Bershawn Jackson Johnny Dutch Angelo Taylor                                                                 |          |
| Saut en hauteur   | Tora Harris Andra Manson Keith Moffatt                                                                                     |          |
| Saut à la perche  | Brad Walker Jeremy Scott Derek Miles Toby Stevenson                                                                        |          |
| Longueur          | Dwight Phillips Brian Johnson Miguel Pate                                                                                  |          |
| Triple saut       | Brandon Roulhac Walter Davis Kenta Bell                                                                                    |          |
| Lancer du poids   | Reese Hoffa Christian Cantwell Dan Taylor Adam Nelson                                                                      |          |
| Lancer du disque  | Casey Malone Jarred Rome Ian Waltz                                                                                         |          |
| Lancer du marteau | A. G. Kruger Thomas Freeman Mike Mai                                                                                       |          |
| Lancer du javelot | Chris Hill Mike Hazle Sean Furey                                                                                           |          |
| Décathlon         | Trey Hardee Ashton Eaton Jake Arnold                                                                                       |          |
| Relais 4 × 100 m  | Tyson Gay Michael Rodgers Darvis Patton Monzavous Edwards Travis Padgett Shawn Crawford Terrence Trammell Wallace Spearmon |          |
| Relais 4 × 400 m  | Jeremy Wariner LaShawn Merritt Gil Roberts Lionel Larry David Neville Kerron Clement Bershawn Jackson Angelo Taylor        |          |

| Épreuve          | Athlète(s) | Résultat  |
| ---------------- | --- | --------- |
| 100 m            | Carmelita Jeter Muna Lee Lauryn Williams |           |
| 200 m            | Allyson Felix Muna Lee Marshevet Hooker Charonda Williams                                                                                    |           |
| 400 m            | Sanya Richards Debbie Dunn Jessica Beard |           |
| 800 m            | Hazel Clark Geena Gall Maggie Vessey |           |
| 1 500 m          | Shannon Rowbury Christin Wurth-Thomas Anna Willard                                                                                           |           |
| 3 000 m steeple  | Jenny Barringer Bridget Franek Lindsey Anderson                                                                                              |           |
| 5 000 m          | Jen Rhines Julie Culley |           |
| 10 000 m         | Amy Yoder Begley Shalane Flanagan Katie McGregor                                                                                             |           |
| Marathon         | Kara Goucher Desiree Davila Paige Higgins Zoila Gomez Tera Moody                                                                             |           |
| 100 m haies      | Michelle Perry Dawn Harper Ginnie Powell Damu Cherry                                                                                         |           |
| 400 m haies      | Lashinda Demus Sheena Tosta Tiffany Ross-Williams                                                                                            |           |
| 20 km marche     | Teresa Vaill |           |
| Saut en hauteur  | Chaunte Howard Amy Acuff Sharon Day |           |
| Saut à la perche | Jennifer Stuczynski Chelsea Johnson Stacy Dragila                                                                                            | Forfait - |
| Longueur         | Brittney Reese Brianna Glenn Funmi Jimoh |           |
| Triple saut      | Shakeema Welsch Erica McLain Shani Marks |           |
| Poids            | Michelle Carter Jillian Camarena Kristin Heaston                                                                                             |           |
| Disque           | Stephanie Brown Trafton Aretha Thurmond Becky Breisch                                                                                        |           |
| Marteau          | Jessica Cosby Amber Campbell Erin Gilreath                                                                                                   |           |
| Javelot          | Kara Patterson Rachel Yurkovich |           |
| Heptathlon       | Diana Pickler Sharon Day Bettie Wade |           |
| Relais 4 × 100 m | Carmelita Jeter Muna Lee Lauryn Williams Alexandria Anderson Jessica Young Shalonda Solomon Marshevet Hooker Charonda Williams Allyson Felix |           |
| Relais 4 × 400 m | Sanya Richards Debbie Dunn Jessica Beard Natasha Hastings Lashinda Demus Allyson Felix                                                       |           |

### Éthiopie
| Épreuve         | Athlète(s)                                                                | Résultat    |
| --------------- | ------------------------------------------------------------------------- | ----------- |
| 1 500 m         | Deresse Mekonnen Henok Legesse Mekonnen Gebremedhin                       |             |
| 5 000 m         | Kenenisa Bekele Imane Merga Ali Abdosh Bekana Daba                        |             |
| 10 000 m        | Kenenisa Bekele Sileshi Sihine Gebre-Egziabher Gebremariam Abebe Dinkessa | - Forfait - |
| 3 000 m steeple | Yacob Jarso Roba Gari Legesse Lemiso                                      |             |
| Marathon        | Tsegay Kebede Deriba Merga Yemane Tsegay Dejene Berhanu Getachew Terfe    |             |

| Épreuve         | Athlète(s)                                                                    | Résultat    |
| --------------- | ----------------------------------------------------------------------------- | ----------- |
| 1 500 m         | Gelete Burka Meskerem Assefa Kalkidan Gezhagne                                |             |
| 5 000 m         | Tirunesh Dibaba Meselech Melkamu Meseret Defar Sentayehu Ejigu Genzebe Dibaba | Forfait-    |
| 10 000 m        | Meselech Melkamu Tirunesh Dibaba Meseret Defar Wude Ayalew Aberu Kebede       | - Forfait - |
| 3 000 m steeple | Zemzem Ahmed Sofia Assefa Korahubesh Itaa                                     |             |
| Marathon        | Teyiba Erkesso Bezunesh Bekele Atsede Baysa Aselefech Mergia Dire Tune        |             |

## F

### Finlande
| Épreuve          | Athlète(s)                                                   | Résultat |
| ---------------- | ------------------------------------------------------------ | -------- |
| 400 m haies      | Jussi Heikkilä                                               |          |
| 3000 m steeple   | Jukka Keskisalo                                              |          |
| Saut en hauteur  | Oskari Frösén                                                |          |
| Saut à la perche | Eemeli Salomäki                                              |          |
| Longueur         | Tommi Evilä                                                  |          |
| Disque           | Frantz Kruger                                                |          |
| Marteau          | Olli-Pekka Karjalainen David Söderberg                       |          |
| Javelot          | Tero Järvenpää Tero Pitkämäki Antti Ruuskanen Teemu Wirkkala |          |
| 50 km marche     | Jarkko Kinnunen                                              |          |

| Épreuve           | Athlète(s)                   | Résultat |
| ----------------- | ---------------------------- | -------- |
| 3 000 m steeple   | Sandra Eriksson              |          |
| Saut en hauteur   | Hanna Grobler                |          |
| Saut à la perche  | Minna Nikkanen Vanessa Vandy |          |
| Lancer du marteau | Merja Korpela                |          |
| Lancer du javelot | Mikaela Ingberg              |          |

### France
La liste des athlètes français sélectionnés pour Berlin est annoncée le 27 juillet 2009 par Ghani Yalouz, le directeur technique national. Elle comprend, dans un premier temps, 62 athlètes (38 messieurs et 24 dames) ayant réussi les minima fixés par l'IAAF, excluant ainsi certains athlètes confirmés de l'athlétisme français, à l'image de Christine Arron, Muriel Hurtis ou Eunice Barber. La FFA ajoute par la suite trois noms supplémentaires à la sélection (Yoann Kowal, Mounir Yemmouni et Vincent Zouaoui-Dandrieux), et annonce également la composition finale du groupe des marathoniens. Intégré dans la sélection initiale, Ladji Doucouré déclare forfait pour les mondiaux de Berlin à la suite d'une blessure aux adducteurs survenue à l'entraînement. Il est remplacé par Cédric Lavanne. Sélectionné initialement dans l'équipe du relais 4 × 400 m, Fadil Bellaabouss s'aligne également dans l'épreuve du 400 m haies.
Soixante-dix-huit athlètes au total composent la délégation française en ce qui concerne les inscrits (sans les derniers forfaits qui font redescendre ce chiffre à 75), 48 masculins (45 à la fin) et 30 féminines, ce qui en fait la 4e équipe la plus nombreuse des Championnats. L'Équipe, entre autres, dénonce son caractère pléthorique.
| Épreuve          | Athlète(s) | Résultat                                           |
| ---------------- | --- | -------------------------------------------------- |
| 100 m            | Christophe Lemaitre Martial Mbandjock Ronald Pognon                                                                   | 1/4 de finale 1/2 finale 1/4 de finale             |
| 200 m            | David Alerte Martial Mbandjock Eddy De Lépine                                                                         | finale 1/2 finale Séries                           |
| 400 m            | Leslie Djhone Teddy Venel Yannick Fonsat                                                                              | 1/2 finale Séries (DNS)                            |
| 800 m            | Jeff Lastennet | 1/2 finale                                         |
| 1500 m           | Mehdi Baala Yoann Kowal Mounir Yemmouni                                                                               | 7e Séries                                          |
| 5000 m           | Morhad Amdouni |                                                    |
| Marathon         | James Theuri Samir Baala Driss El Himer Loïc Letellier Simon Munyutu                                                  |                                                    |
| 3000 m steeple   | Bob Tahri Mahiedine Mekhissi Vincent Zouaoui-Dandrieux                                                                | Médaille de bronze avec EB · Séries (DNF) · Séries |
| 110 m haies      | Dimitri Bascou Garfield Darien Cédric Lavanne                                                                         | Séries                                             |
| 400 m haies      | Héni Kechi Fadil Bellaabouss                                                                                          | Séries                                             |
| Hauteur          | Mickaël Hanany |                                                    |
| Perche           | Renaud Lavillenie Romain Mesnil Damiel Dossevi                                                                        |                                                    |
| Longueur         | Salim Sdiri Kafétien Gomis                                                                                            |                                                    |
| Triple saut      | Teddy Tamgho | 11e                                                |
| Poids            | Yves Niaré | Qualifications                                     |
| Disque           | Bertrand Vili | Qualifications                                     |
| Marteau          | Jérôme Bortoluzzi | Qualifications                                     |
| Décathlon        | Romain Barras Mateo Sossah Nadir El Fassi                                                                             |                                                    |
| Relais 4 × 100 m | Christophe Lemaitre, Martial Mbandjock, Ronald Pognon, Eddy De Lépine, Emmanuel Ngom Priso, Pierre-Alexis Pessonneaux |                                                    |
| Relais 4 × 400 m | Leslie Djhone, Yannick Fonsat, Teddy Venel, Yoann Décimus, David Alerte, Fadil Bellaabouss                            |                                                    |
| 50 km marche     | Yohann Diniz Hervé Davaux Cédric Houssaye                                                                             |                                                    |

| Épreuve          | Athlète(s)                                                                      | Résultat          |
| ---------------- | ------------------------------------------------------------------------------- | ----------------- |
| 100 m            | Myriam Soumaré                                                                  | 1/4 de finale     |
| 200 m            | Johanna Danois                                                                  | 1/2 finale        |
| 400 m            | Solen Désert                                                                    | 1/4 de finale     |
| 800 m            | Élodie Guégan                                                                   | 1/2 finale        |
| 1500 m           | Hind Dehiba                                                                     |                   |
| Marathon         | Stéphanie Briand Laurence Klein Patricia Lossouarn Cécile Moynot Yamna Oubouhou |                   |
| 3000 m steeple   | Sophie Duarte Élodie Olivares                                                   | 15e Séries        |
| 100 m haies      | Cindy Billaud Sandra Gomis                                                      | 1/2 finale Séries |
| 400 m haies      | Aurore Kassambara                                                               | Séries            |
| Hauteur          | Mélanie Skotnik                                                                 | 9e                |
| Perche           | Télie Mathiot                                                                   | Qualification     |
| Longueur         | Éloyse Lesueur                                                                  |                   |
| Triple saut      | Vanessa Gladone Teresa Nzola Meso                                               | Qualification 11e |
| Poids            | Laurence Manfredi Jessica Cérival                                               | Qualification     |
| Disque           | Mélina Robert-Michon                                                            |                   |
| Marteau          | Stéphanie Falzon Manuela Montebrun                                              |                   |
| Heptathlon       | Antoinette Nana Djimou Marisa De Aniceto                                        | 7e avec PB 12e    |
| Relais 4 × 400 m | Solen Désert, Symphora Béhi, Aurélie Kamga, Virginie Michanol                   |                   |

## G

### Ghana
- 100 m : Aziz Zakari
- 200 m : Seth Amoo
- 4 × 100 m : Seth Amoo, Aziz Zakari
- 100 m et 200 m : Vida Anim

### Grèce
| Épreuve           | Athlète(s)                | Résultat |
| ----------------- | ------------------------- | -------- |
| 400 m haies       | Periklis Iakovakis        |          |
| Saut en longueur  | Louis Tsatoumas           |          |
| Triple saut       | Dimitrios Tsiamis         |          |
| Saut en hauteur   | Konstadinos Baniotis      |          |
| Saut à la perche  | Kostas Filippidis         |          |
| Lancer du javelot | Spiridon Lebésis          |          |
| Lancer du marteau | Alexandros Papadimitriou  |          |
| 50 km marche      | Konstadinos Stefanopoulos |          |

| Épreuve           | Athlète(s)                                 | Résultat |
| ----------------- | ------------------------------------------ | -------- |
| 800 m             | Eléni Filándra                             |          |
| 3 000 m steeple   | Irini Kokkinariou                          |          |
| Marathon          | Magda Gazea Georgia Abatzidou              |          |
| Triple saut       | Paraskeví Papahrístou Athanasía Pérra      |          |
| Saut en hauteur   | Adonia Steryiou                            |          |
| Saut à la perche  | Nikoléta Kiriakopoúlou                     |          |
| Lancer du marteau | Stella Papadopoulou Alexandra Papageorgiou |          |
| Lancer du javelot | Savva Lika                                 |          |
| 20 km marche      | Evangelia Xinou Maria Hatzipanagiotidou    |          |
| Heptathlon        | Aryiro Strataki                            |          |

### Grenade
- 200 m Joel Redhead
- 400 m Rondell Bartholomew
- Triple saut Randy Lewis
- 400 m Trish Bartholomew
- 800 m Neisha Bernard-Thomas
- Longueur et triple Patricia Sylvester

### Guatemala
- 50 km marche : Luis García,
- marathon : José Amado García

## H

### Hongrie
| Épreuve         | Athlète(s)     | Résultat |
| --------------- | -------------- | -------- |
| 800 m           | Tamas Kazi     |          |
| 3 000 m steeple | Albert Minczer |          |
| 110m haies      | Dániel Kiss    |          |
| Poids           | Lajos Kurthy   |          |
| Disque          | Zoltán Kővágó  |          |
| Marteau         | Krisztian Pars |          |
| Javelot         | Csongor Oltean |          |
| Décathlon       | Attila Szabó   |          |

| Épreuve         | Athlète(s)     | Résultat |
| --------------- | -------------- | -------- |
| 5 000 m         | Krisztina Papp |          |
| 3 000 m steeple | Livia Toth     |          |
| Poids           | Anita Marton   |          |
| Marteau         | Eva Orban      |          |

## I

### Inde
| Épreuve      | Athlète(s)           | Résultat |
| ------------ | -------------------- | -------- |
| 400 m haies  | Joseph G. Abraham    |          |
| 10 000 m     | Surendra Kumar Singh |          |
| 20 km marche | Babubhai Panocha     |          |

| Épreuve          | Athlète(s)                 | Résultat |
| ---------------- | -------------------------- | -------- |
| Lancer du disque | Krishna Poonia Seema Antil |          |
| Heptathlon       | Susmita Singha Roy         |          |

### Iran
- 800 m Sajad Moradi
- disque Ehsan Hadadi
- poids Leyla Rajabi

### Irlande
| Épreuve      | Athlète(s)                 | Résultat |
| ------------ | -------------------------- | -------- |
| 200 m        | Paul Hession               |          |
| 400 m        | David Gillick              |          |
| 800 m        | Thomas Chamney             |          |
| 1 500 m      | Thomas Chamney             |          |
| 5 000 m      | Alistair Cragg             |          |
| 20 km marche | Robert Heffernan           |          |
| 50 km marche | Jamie Costin Colin Griffin |          |

| Épreuve           | Athlète(s)        | Résultat |
| ----------------- | ----------------- | -------- |
| 1 500 m           | Deirdre Byrne     |          |
| 100 m haies       | Derval O'Rourke   |          |
| 400 m haies       | Michelle Carey    |          |
| 3 000 m steeple   | Roisin McGettigan |          |
| 20 km marche      | Olive Loughnane   |          |
| Saut en hauteur   | Deirdre Ryan      |          |
| Lancer du marteau | Eileen O’Keefe    |          |

### Islande
- Bergur Ingi Pétursson, marteau
- Ásdís Hjálmsdóttir, javelot

### Israël
| Épreuve          | Athlète(s)          | Résultat |
| ---------------- | ------------------- | -------- |
| Marathon         | Wodage Zvadya       |          |
| Triple saut      | Yochai Halevi       | DNS      |
| Saut à la perche | Yevgeniy Olkhovskiy |          |

| Épreuve     | Athlète(s)    | Résultat |
| ----------- | ------------- | -------- |
| 100 m haies | Irina Lenskiy |          |

## J

### Jamaïque
Pendant la journée du 12 août 2009, la fédération jamaïcaine a demandé le retrait de l'inscription de six athlètes "coupables" de ne pas s'être rendus à une convocation à Nuremberg, mais qui étaient restés s'entraîner à Lignano Sabbiadoro. Ce sont des athlètes entraînés par Stephen Francis : Asafa Powell, les championnes olympiques Shelly-Ann Fraser et Melaine Walker, la spécialiste des haies Brigitte Foster-Hylton, la sprinteuse Shericka Williams ainsi que Kaliese Spencer. Mais sur la pression de l'IAAF, la fédération jamaïcaine est ensuite revenue sur sa décision. Jamais aucune fédération n'avait refusé à autant d'athlètes d'un tel niveau d'être inscrits. Par ailleurs, le 14 août 2009, l'IAAF examine le cas des athlètes soupçonnés d'avoir pris des stimulants lors des Trials de juin dernier, dont la participation reste douteuse. Il s'agit des athlètes signalés avec un *. (source La Gazzetta dello Sport des 13 et 14 août 2009). Le 19 août, la Jamaïque retire des épreuves à venir ces cinq athlètes (les sprinteurs Yohan Blake, Marvin Anderson et Sheri-Ann Brooks ainsi qu'Allodin Fothergill et Lansford Spence qui avaient été contrôlés positifs à la méthylxanthine, un stimulant). Ce sont, pour l'essentiel, des relayeurs. En septembre 2009, ils sont finalement disqualifiés après appel à trois mois de suspension, à la seule exception de Sheri-Ann Brooks qui n'avait pas été prévenue de l'examen de son échantillon B (erreur procédurale).
| Épreuve          | Athlète(s)                                                                               | Résultat                                        |
| ---------------- | ---------------------------------------------------------------------------------------- | ----------------------------------------------- |
| 100 m            | Usain Bolt Michael Frater Asafa Powell                                                   | Médaille d'or · 1/2 finale · Médaille de bronze |
| 200 m            | Usain Bolt Leford Green Steve Mullings                                                   | Médaille d'or                                   |
| 400 m            | Ricardo Chambers Allodin Fothergill* Lansford Spence*                                    |                                                 |
| 110 m haies      | Richard Phillips Dwight Thomas Maurice Wignall                                           |                                                 |
| 400 m haies      | Isa Phillips Danny McFarlane Josef Robertson                                             |                                                 |
| Saut en longueur | Alain Bailey Nicholas Gordon                                                             |                                                 |
| Triple saut      | Julian Reid                                                                              |                                                 |
| Lancer du poids  | Dorian Scott                                                                             |                                                 |
| Décathlon        | Maurice Smith                                                                            |                                                 |
| Relais 4 × 100 m | Usain Bolt, Michael Frater, Steve Mullings, Asafa Powell, Yohan Blake*, Marvin Anderson* |                                                 |
| Relais 4 × 400 m | Ricardo Chambers, Allodin Fothergill*, Lansford Spence*, Dane Hyatt, Jermaine Gonzales   |                                                 |

| Épreuve          | Athlète(s)                                                                                                  | Résultat      |
| ---------------- | --- | ------------- |
| 100 m            | Aleen Bailey Shelly-Ann Fraser Kerron Stewart Veronica Campbell-Brown                                       | Médaille d'or |
| 200 m            | Veronica Campbell-Brown Simone Facey Anneisha McLaughlin                                                    |               |
| 400 m            | Novlene Williams-Mills Shericka Williams Christine Day                                                      |               |
| 800 m            | Kenia Sinclair                                                                                              |               |
| 100 m haies      | Delloreen Ennis-London Brigitte Foster-Hylton Lacena Golding-Clarke                                         |               |
| 400 m haies      | Melaine Walker Kaliese Spencer Nickiesha Wilson                                                             |               |
| Saut en longueur | Jovanee Jarrett                                                                                             |               |
| Triple saut      | Trecia Smith Kimberly Williams                                                                              |               |
| Relais 4 × 100 m | Aleen Bailey, Shelly-Ann Fraser, Kerron Stewart, Veronica Campbell-Brown, Simone Facey, Anneisha McLaughlin |               |
| Relais 4 × 400 m | Novlene Williams-Mills, Shericka Williams, Christine Day, Rosemarie Whyte, Shereefa Lloyd                   |               |

Les remplaçants suivants ont été également sélectionnés : Markino Buckley (400 m haies), Vonette Dixon (100 m haies) et Ramone McKenzie (200 m).

### Japon
Une équipe japonaise de 57 athlètes sera à Berlin. Son plus grand espoir de médaille était, avant son forfait tardif, Koji Murofushi, bien que Yūki Yamazaki (50 km marche) soit aussi un nom souvent avancé. 31 hommes et un remplaçant ; 26 femmes et une remplaçant
| Épreuve           | Athlète(s)                                                                | Résultat |
| ----------------- | ------------------------------------------------------------------------- | -------- |
| 100 m             | Masashi Eriguchi Shintarō Kimura Naoki Tsukahara                          |          |
| 200 m             | Shinji Takahira Hitoshi Saitō Kenji Fujimitsu                             |          |
| 400 m             | Yūzō Kanemaru Hideyuki Hirose                                             |          |
| 3 000 m steeple   | Yoshitaka Iwamizu                                                         |          |
| 5 000 m           | Yūichirō Ueno                                                             |          |
| 10 000 m          | Yūki Iwai                                                                 |          |
| Marathon          | Satoshi Irifune Masaya Shimizu Kazuhiro Maeda Arata Fujiwara Atsushi Sato |          |
| 110 m haies       | Tasuku Tanonaka                                                           |          |
| 400 m haies       | Kazuaki Yoshida Kenji Narisako                                            |          |
| Saut en hauteur   | Naoyuki Daigo                                                             |          |
| Saut à la perche  | Daichi Sawano Takafumi Suzuki                                             |          |
| Saut en longueur  | Daisuke Arakawa                                                           |          |
| Lancer du marteau | Kōji Murofushi                                                            | Forfait  |
| Lancer du javelot | Yukifumi Murakami                                                         |          |
| Décathlon         | Daisuke Ikeda                                                             |          |
| 20 km marche      | Kōichirō Morioka Isamu Fujisawa Yūsuke Suzuki                             |          |
| 50 km marche      | Yūki Yamazaki Tayayuki Tanii                                              |          |

| Épreuve           | Athlète(s)                                                        | Résultat |
| ----------------- | ----------------------------------------------------------------- | -------- |
| 100 m             | Momoko Takahashi Chisato Fukushima                                |          |
| 200 m             | Momoko Takahashi Chisato Fukushima                                |          |
| 400 m             | Asami Tanno                                                       |          |
| 5 000 m           | Yurika Nakamura Yuriko Kobayashi                                  |          |
| 10 000 m          | Yurika Nakamura Yukari Sahaku Kayoko Fukushi                      |          |
| Marathon          | Yoshimi Ozaki Yōko Shibui Yoshiko Fujinaga Yuri Kano Yukiko Akaba |          |
| 100 m haies       | Asuka Terada                                                      |          |
| 400 m haies       | Satomi Kubokura Sayaka Aoki                                       |          |
| 3 000 m steeple   | Minori Hayakari                                                   |          |
| Saut à la perche  | Takayo Kondō                                                      |          |
| Saut en longueur  | Sachiko Masumi                                                    |          |
| Lancer du javelot | Yuki Ebihara                                                      |          |
| 20 km marche      | Masumi Fuchise Mayumi Kawasaki Kumi Otoshi                        |          |
| Relais 4 × 100 m  | Mayumi Watanabe Maki Wada                                         |          |
| Relais 4 × 400 m  | Mayu Satō Miho Shingū                                             |          |

## K

### Kazakhstan
- Vyacheslav Muravyev 200m
- Sergey Zasimovich hauteur
- Konstantin Safronov longueur
- Yevgeniy Ektov triple
- Dmitriy Karpov décathlon
- Rustam Kuvatov 20 km
- Marina Maslenko 400 m
- Natalya Ivoninskaya 100 m h
- Tatyana Azarova 400 m h
- Marina Aitova hauteur
- Yekaterina Yevseyeva hauteur
- Irina Litvinenko triple
- Olga Rypakova triple
- Svetlana Tolstaya 20 km marche

### Kenya
| Épreuve         | Athlète(s)                                                                                              | Résultat |
| --------------- | --- | -------- |
| 400 m           | Mark Mutai David Rudisha Alfred Kirwa                                                                   |          |
| 800 m           | Jackson Kivuva                                                                                          |          |
| 1 500 m         | Asbel Kiprop Haron Keitany Augustine Choge                                                              |          |
| 3 000 m steeple | Brimin Kipruto Richard Mateelong Ezekiel Kemboi Paul Kipsiele Koech Vincent Kiprop Chepkok Joseph Ebuya |          |
| 5 000 m         | Eliud Kipchoge                                                                                          |          |
| 10 000 m        | Micah Kogo Moses Masai Bernard Kipyego                                                                  |          |
| Marathon        | Daniel Rono Emmanuel Mutai Robert Cheruiyot Benjamin Kiptoo Abel Kirui                                  |          |

| Épreuve         | Athlète(s)                                                                       | Résultat |
| --------------- | -------------------------------------------------------------------------------- | -------- |
| 400 m           | Joyce Zakary                                                                     |          |
| 800 m           | Janeth Jepkosgei Pamela Jelimo                                                   |          |
| 1 500 m         | Irene Jelagat Nancy Lagat                                                        |          |
| 3 000 m steeple | Ruth Bosibori Gladys Kemboi Milka Chemos                                         |          |
| 5 000 m         | Vivian Cheruiyot Sylvia Kibet Inness Chenonges                                   |          |
| 10 000 m        | Linet Masai Florence Kiplagat Grace Momanyi                                      |          |
| Marathon        | Julia Murage Mumbi Martha Komu Hellena Kiprop Irene Limika Risper Kimaiyo Jemeli |          |

### Kiribati
- Nooa Takooa 100 m
- Tioiti Katutu 100 m

## L

### Lettonie
17 athlètes (13 hommes, un en réserve et 3 femmes).
- Aiga Grabuste,
- Igors Sokolovs,
- Ainars Vaičulēns,
- Māris Urtāns (poids)
- Madara Palameika
- Ieva Zunda
- Ronalds Arājs (200m),
- Staņislavs Olijars (110m h),
- Atis Vaisjuns décathlon
- Dmitrijs Milkevičs et Dmitrijs Jurkevičs (800m).
- Vadims Vasiļevskis, Ainars Kovals et Ēriks Rags
- Ingus Janevics.

### Lituanie
| Épreuve      | Athlète(s)                          | Résultat |
| ------------ | ----------------------------------- | -------- |
| Triple saut  | Mantas Dilys                        |          |
| Disque       | Virgilijus Alekna                   |          |
| Javelot      | Tomas Intas                         |          |
| 20km marche  | Vilius Mikelionis                   |          |
| 50 km marche | Donatas Skarnulis Tadas Suskevicius |          |

| Épreuve      | Athlète(s)                            | Résultat |
| ------------ | ------------------------------------- | -------- |
| 800 m        | Irina Krakoviak                       |          |
| 1 500 m      | Irina Krakoviak                       |          |
| 100 m haies  | Sonata Tamosaityte                    |          |
| Poids        | Austra Skujyte                        |          |
| Disque       | Zinaida Sendriute                     |          |
| Javelot      | Indre Jakubaityte                     |          |
| Marathon     | Zivile Balciunaite Remalda Kergyte    |          |
| 20 km marche | Kristina Saltanovič Brigita Virbalyte |          |

### Luxembourg
| Épreuve | Athlète(s)      | Résultat |
| ------- | --------------- | -------- |
| 800 m   | Mike Schumacher |          |

| Épreuve                  | Athlète(s) | Résultat |
| ------------------------ | ---------- | -------- |
| Pas d'athlètes féminines |            |          |

## M

### Macédoine
| Épreuve                  | Athlète(s) | Résultat |
| ------------------------ | ---------- | -------- |
| Pas d'athlètes masculins |            |          |

| Épreuve | Athlète(s)    | Résultat |
| ------- | ------------- | -------- |
| 100 m   | Ivana Rožhman |          |

### Maroc
| Épreuve        | Athlète(s)                                                             | Résultat       |
| -------------- | ---------------------------------------------------------------------- | -------------- |
| 100 m          | Aziz El Ouahabi                                                        |                |
| 200 m          | Khalid Idrissi Zougari                                                 |                |
| 800 m          | Amine Laalou                                                           |                |
| 1500 m         | Abdalaati Iguider Mohamed Moustaoui Amine Laalou                       |                |
| 5000 m         | Chaker Boujettaoui Anas Selmouni                                       |                |
| 3000 m steeple | Abdellatif Chemlal Jamal Chatbi                                        | DQ pour dopage |
| Longueur       | Yahya Berrabah                                                         |                |
| Marathon       | Jaouad Gharib Abderrahim Goumri Rachid Kisri Ahmed Badday Mohamed Nani |                |

| Épreuve        | Athlète(s)                                            | Résultat |
| -------------- | ----------------------------------------------------- | -------- |
| 800 m          | Hasna Benhassi Halima Hachlaf                         |          |
| 1500 m         | Siham Hilali Meryem Alaoui Selsouli Ibtissam Lakhouad |          |
| 3000 m steeple | Hanane Ouhaddou                                       |          |

### Maurice
| Épreuve | Athlète(s)        | Résultat |
| ------- | ----------------- | -------- |
| 100 m   | Stéphane Buckland |          |
| 200 m   | Stéphane Buckland |          |
| 400 m   | Éric Milazar      |          |

| Épreuve | Athlète(s)      | Résultat |
| ------- | --------------- | -------- |
| 800 m   | Anabelle Lascar |          |

### Mexique
| Épreuve          | Athlète(s)                                       | Résultat |
| ---------------- | ------------------------------------------------ | -------- |
| 800 m            | Pablo Solares                                    |          |
| 1 500 m          | Pablo Solares                                    |          |
| 5 000 m          | Juan Luis Barrios                                |          |
| 10 000 m         | Juan Carlos Romero                               |          |
| Marathon         | Carlos Cordero Gualberto Vargas Alejandro Suárez |          |
| 20 km marche     | Eder Sánchez Jesús Sánchez Pedro Daniel Gómez    |          |
| 50 km marche     | Jesús Sánchez Horacio Nava Omar Zepeda           |          |
| Saut à la perche | Giovanni Lanaro                                  |          |

| Épreuve          | Athlète(s)                                                                                               | Résultat |
| ---------------- | --- | -------- |
| 400 m            | Zudikey Rodríguez                                                                                        |          |
| Marathon         | Dulce María Rodríguez J. Patricia Rodríguez Paula Apolonio ou Judith Ramírez                             |          |
| Saut en hauteur  | Romary Rifka                                                                                             |          |
| Relais 4 × 400 m | Zudikey Rodríguez, Nayeli Vela, Ruth Grajeda, Alejandra Cherizola, Ivette Alejandra García, Karla Dueñas |          |

### Moldavie
| Épreuve         | Athlète(s)        | Résultat |
| --------------- | ----------------- | -------- |
| 3 000 m steeple | Ion Luchianov     |          |
| Triple saut     | Vladimir Letnicov |          |

| Épreuve           | Athlète(s)                       | Résultat |
| ----------------- | -------------------------------- | -------- |
| 800 m             | Olga Cristea                     |          |
| 3 000 m steeple   | Oxana Juravel                    |          |
| Lancer du marteau | Marina Marghiev Zalina Marghieva |          |

## N

### Norvège
| Épreuve           | Athlète(s)               | Résultat |
| ----------------- | ------------------------ | -------- |
| 100 m             | Jaysuma Saidy Ndure      |          |
| Lancer du javelot | Andreas Thorkildsen      |          |
| Décathlon         | Lars Vikan Rise          |          |
| Marche athlétique | Erik Tysse Trond Nymark  |          |
| Lancer du disque  | Gaute Myklebust          |          |
| 3000 m steeple    | Bjørnar Ustad Kristensen |          |

| Épreuve          | Athlète(s)                               | Résultat |
| ---------------- | ---------------------------------------- | -------- |
| 100 m            | Ezinne Okparaebo                         |          |
| 100 m haies      | Christina Vukicevic                      |          |
| Saut en hauteur  | Stine Kufaas                             |          |
| 20 km marche     | Kjersti Tysse Plätzer                    |          |
| 3 000 m steeple  | Silje Fjørtoft Karoline Bjerkeli Grøvdal |          |
| Saut en longueur | Margrethe Renstrøm                       |          |
| Heptathlon       | Ida Marcussen                            |          |

### Nouvelle-Zélande
11 athlètes :
- Michael Aish (overseas-based) marathon,
- Stuart Farquhar (Hamilton) javelot
- Brent Newdick (Auckland) décathlon
- Shireen Crumpton (Otago) marathon,
- Mary Davies (overseas-based) marathon,
- Fiona Docherty (overseas-based) marathon,
- Nikki Hamblin (Cambridge) 800 m et 1 500 m
- Andrea Miller (Otago) 100m haies,
- Kimberley Smith (overseas-based) 5 000 m et 10 000 m,
- Valerie Vili (Auckland) poids,
- Monique Williams (Tokoroa) 200 m et 400 m.

## O

### Ouganda
| Épreuve         | Athlète(s)                                   | Résultat |
| --------------- | -------------------------------------------- | -------- |
| 800 m           | Abraham Chepkiwrok                           |          |
| 5 000 m         | Moses Kipsiro Geofrey Kusuro                 |          |
| 10 000 m        | Moses Kibet Boniface Kiprop Martin Toroitich |          |
| 3 000 m steeple | Simon Ayeko Benjamin Kiplagat                |          |
| Marathon        | Nicholas Kiprono Amos Masai Simon Rugut      |          |

| Épreuve  | Athlète(s) | Résultat |
| -------- | ---------- | -------- |
| Marathon | Jane Suuto |          |

## P

### Pakistan
- Liqat Ali 100 m
- Rozina Shafqat 400 m

### Panama
- Alonso Edward 100 m et 200 m
- Irving Saladino longueur

### Pays-Bas
| Épreuve          | Athlète(s)                                                  | Résultat |
| ---------------- | ----------------------------------------------------------- | -------- |
| 200 m            | Patrick van Luijk                                           |          |
| 800 m            | Bram Som                                                    |          |
| 110 m haies      | Gregory Sedoc                                               |          |
| Saut en hauteur  | Martijn Nuijens                                             |          |
| Lancer du disque | Erik Cadée                                                  |          |
| Décathlon        | Eugène Martineau Eelco Sintnicolaas Ingmar Vos              |          |
| Relais 4 × 100 m | Caimin Douglas, Guus Hoogmoed, Virgil Spier, Maarten Heisen |          |

| Épreuve    | Athlète(s)                    | Résultat |
| ---------- | ----------------------------- | -------- |
| 1 500 m    | Adrienne Herzog Susan Kuijken |          |
| Heptathlon | Yvonne Wisse                  |          |

### Pérou
| Épreuve         | Athlète(s)       | Résultat |
| --------------- | ---------------- | -------- |
| Marathon        | Constantino León |          |
| 3 000 m steeple | Mario Bazán      |          |
| 20 km marche    | Pavel Chihuan    |          |

| Épreuve | Athlète(s)   | Résultat |
| ------- | ------------ | -------- |
| 5 000 m | Inés Melchor |          |

### Pologne
| Épreuve           | Athlète(s)                                                                             | Résultat                            |
| ----------------- | -------------------------------------------------------------------------------------- | ----------------------------------- |
| 100 m             | Dariusz Kuc                                                                            | 1/4 de finale                       |
| 400 m             | Marcin Marciniszyn                                                                     | Séries                              |
| 800 m             | Adam Kszczot Marcin Lewandowski                                                        | 1/2 de finale                       |
| Marathon          | Henryk Szost                                                                           |                                     |
| 110 m haies       | Artur Noga                                                                             | 1/2 de finale                       |
| 3 000 m steeple   | Tomasz Szymkowiak                                                                      | Séries                              |
| Saut en hauteur   | Sylwester Bednarek Grzegorz Sposob                                                     | Médaille de bronze · Qualifications |
| Saut à la perche  | Lukasz Michalski                                                                       | Qualifications                      |
| Lancer du poids   | Tomasz Majewski                                                                        | Médaille d'argent                   |
| Lancer du disque  | Piotr Małachowski                                                                      | Médaille d'argent                   |
| Lancer du marteau | Szymon Ziolkowski                                                                      | Médaille d'argent                   |
| Lancer du javelot | Igor Janik Adrian Markowski                                                            | Qualifications                      |
| 20 km marche      | Artur Brzozowski Jakub Jelonek                                                         | 26e 38e                             |
| 50 km marche      | Rafal Fedaczynski Grzegorz Sudol                                                       | 22e 4e                              |
| Relais 4 × 100 m  | Dariusz Kuc, Robert Kubaczyk, Kamil Masztak, Michal Bielczyk, Mikolaj Lewanski         | DNS                                 |
| Relais 4 × 400 m  | Jan Ciepiela, Rafal Wieruszewski, Piotr Klimczak, Kacper Kozlowski, Marcin Marciniszyn |                                     |

| Épreuve           | Athlète(s)                                                                                | Résultat                                   |
| ----------------- | ----------------------------------------------------------------------------------------- | ------------------------------------------ |
| 800 m             | Anna Rostkowska                                                                           | 1/2 de finale                              |
| 1 500 m           | Lidia Chojewska Sylwia Ejdys                                                              | 1/2 de finale                              |
| 3 000 m steeple   | Katarzyna Kowalska                                                                        | 12e                                        |
| 100 m haies       | Joanna Kocielnik                                                                          | 1/2 de finale                              |
| 400 m haies       | Anna Jesien                                                                               | 1/2 de finale                              |
| Saut en hauteur   | Kamila Stepaniuk                                                                          | Qualifications                             |
| Saut à la perche  | Joanna Piwowarska Monika Pyrek Anna Rogowska                                              | Séries · Médaille d'argent · Médaille d'or |
| Saut en longueur  | Teresa Dobija                                                                             |                                            |
| Triple saut       | Malgorzata Trybanska                                                                      | Qualifications                             |
| Lancer du disque  | Zaneta Glanc Wioletta Potepa Joanna Wisniewska                                            | 4e Qualifications                          |
| Lancer du marteau | Anita Wlodarczyk                                                                          |                                            |
| Lancer du javelot | Urszula Piwnicka                                                                          | Qualifications                             |
| Heptathlon        | Kamila Chudzik Karolina Tyminska                                                          | Médaille de bronze · DNF                   |
| 20 km marche      | Agnieszka Dygacz                                                                          | 28e                                        |
| Relais 4 × 100 m  | Iwona Ziolkowska, Iwona Brzezinska, Marika Popowicz, Joanna Kocielnik, Dorota Jedrusinska |                                            |

### Portugal
30 athlètes, 17 hommes et 13 femmes.
| Épreuve          | Athlète(s)                                                                          | Résultat          |
| ---------------- | ----------------------------------------------------------------------------------- | ----------------- |
| 100 m            | Arnaldo Abrantes                                                                    |                   |
| 200 m            | Arnaldo Abrantes                                                                    |                   |
| 1 500 m          | Rui Silva                                                                           |                   |
| 10 000 m         | Rui Pedro Silva                                                                     |                   |
| 3 000 m steeple  | Alberto Paulo                                                                       |                   |
| Marathon         | Luís Feiteira Fernando Silva José Moreira                                           |                   |
| 20 km marche     | João Vieira Sérgio Vieira                                                           |                   |
| 50 km marche     | António Pereira Augusto Cardoso                                                     |                   |
| Triple saut      | Nelson Évora                                                                        | Médaille d'argent |
| Poids            | Marco Fortes                                                                        |                   |
| Relais 4 × 100 m | Arnaldo Abrantes, Francis Obikwelu, Dany Gonçalves, João Ferreira, Ricardo Monteiro |                   |

| Épreuve          | Athlète(s)                                 | Résultat |
| ---------------- | ------------------------------------------ | -------- |
| 100 m            | Sónia Tavares                              |          |
| 5 000 m          | Inês Monteiro Sara Moreira Ana Dulce Félix |          |
| 10 000 m         | Inês Monteiro Ana Dulce Félix Ana Dias     |          |
| 3 000 m steeple  | Sara Moreira Jessica Augusto               |          |
| Marathon         | Marisa Barros                              |          |
| 20 km marche     | Inês Henriques Vera Santos Susana Feitor   |          |
| Saut en longueur | Naide Gomes                                |          |
| Saut à la perche | Sandra Tavares                             |          |
| Marteau          | Vânia Silva                                |          |

## Q

### Qatar
| Épreuve          | Athlète(s)                            | Résultat |
| ---------------- | ------------------------------------- | -------- |
| 100 m            | Samuel Francis                        |          |
| 1 500 m          | Mohamad Al-Garni                      |          |
| 5 000 m          | James Kwalia Saif Saaeed Shaheen      |          |
| 10 000 m         | Ahmad Hassan Abdullah Nicholas Kemboi |          |
| Marathon         | Mubarak Hassan Shami                  |          |
| 3 000 m steeple  | Abubaker Ali Kamal                    |          |
| lancer du disque | Ahmed Mohamed Dheeb                   |          |

| Épreuve                  | Athlète(s) | Résultat |
| ------------------------ | ---------- | -------- |
| Pas d'athlètes féminines |            |          |

## R

### République démocratique du Congo
| Épreuve | Athlète(s)  | Résultat |
| ------- | ----------- | -------- |
| 400 m   | Gary Kikaya | DQ Série |

| Épreuve | Athlète(s)        | Résultat  |
| ------- | ----------------- | --------- |
| 1 500 m | Francine Nzilampa | 14e Série |

### République tchèque
| Épreuve           | Athlète(s)                     | Résultat |
| ----------------- | ------------------------------ | -------- |
| 110 m haies       | Petr Svoboda                   |          |
| Saut en hauteur   | Jaroslav Bába                  |          |
| Saut à la perche  | Jan Kudlicka                   |          |
| Saut en longueur  | Roman Novotný Štepán Wagner    |          |
| Lancer du poids   | Antonín Žalský                 |          |
| Lancer du marteau | Lukáš Melich                   |          |
| Lancer du javelot | Petr Frydrych Vítezslav Veselý |          |
| Décathlon         | Roman Šebrle                   |          |

| Épreuve           | Athlète(s)                        | Résultat |
| ----------------- | --------------------------------- | -------- |
| 800 m             | Lenka Masná                       |          |
| 100 m haies       | Lucie Škrobáková                  |          |
| 400 m haies       | Zuzana Hejnová                    |          |
| Saut en hauteur   | Iva Straková                      |          |
| Saut à la perche  | Jirina Ptácníková Romana Malácová |          |
| Triple saut       | Martina Šestáková                 |          |
| Lancer du disque  | Vera Cechlová                     |          |
| Lancer du marteau | Lenka Ledvinová                   |          |
| Lancer du javelot | Barbora Špotáková                 |          |
| Heptathlon        | Eliška Klucinová                  |          |
| 20 km marche      | Zuzana Schindlerová               |          |

### Roumanie
La sélection de Roumanie est composée uniquement de femmes.
| Épreuve                  | Athlète(s) | Résultat |
| ------------------------ | ---------- | -------- |
| Pas d'athlètes masculins |            |          |

| Épreuve         | Athlète(s)                                      | Résultat |
| --------------- | ----------------------------------------------- | -------- |
| 200 m           | Andreea Ograzeanu                               |          |
| 800 m           | Mirela Lavric                                   |          |
| 400 m haies     | Angela Morosanu                                 |          |
| 3 000 m steeple | Cristina Casandra Ancuta Bobocel                |          |
| Marathon        | Lidia Simon Luminita Talpos Nuta Olaru          |          |
| Triple saut     | Cristina Bujin                                  |          |
| Poids           | Anca Heltne                                     |          |
| Disque          | Nicoleta Grasu                                  |          |
| Javelot         | Monica Stoian Maria Negoita                     |          |
| Marteau         | Bianca Perie                                    |          |
| 20 km marche    | Claudia Stef Ana Maria Groza Ana Maria Greceanu |          |

### Royaume-Uni
| Épreuve         | Athlète(s)                                                                                              | Résultat |
| --------------- | --- | -------- |
| 100 m           | Dwain Chambers Tyrone Edgar Simeon Williamson                                                           |          |
| 200 m           | Dwain Chambers Marlon Devonish Toby Sandeman                                                            |          |
| 400 m           | Michael Bingham Martyn Rooney Robert Tobin                                                              |          |
| 800 m           | Michael Rimmer                                                                                          |          |
| 1 500 m         | Andy Baddeley Tom Lancashire                                                                            |          |
| 5 000 m         | Mohammed Farah                                                                                          |          |
| 110 m haies     | Gianni Frankis Andy Turner                                                                              |          |
| 400 m haies     | David Greene Rhys Williams                                                                              |          |
| 4 × 100 m       | Harry Aikines-Aryeetey, Marlon Devonish, Tyrone Edgar, Rikki Fifton, Craig Pickering, Simeon Williamson |          |
| 4 × 400 m       | Michael Bingham, Chris Clarke, Nigel Levine, Martyn Rooney, Robert Tobin, Conrad Williams               |          |
| Hauteur         | Germaine Mason (forfait)                                                                                |          |
| Perche          | Luke Cutts Steve Lewis                                                                                  |          |
| Longueur        | Greg Rutherford Chris Tomlinson                                                                         |          |
| Triple saut     | Larry Achike Nathan Douglas Phillips Idowu                                                              |          |
| Lancer du poids | Carl Myerscough                                                                                         |          |
| Javelot         | Mervyn Luckwell                                                                                         |          |

| Épreuve           | Athlète(s)                                                                                          | Résultat |
| ----------------- | --------------------------------------------------------------------------------------------------- | -------- |
| 200 m             | Emily Freeman                                                                                       |          |
| 400 m             | Christine Ohuruogu Nicola Sanders                                                                   |          |
| 800 m             | Jenny Meadows Marilyn Okoro Jemma Simpson                                                           |          |
| 1 500 m           | Lisa Dobriskey Charlene Thomas Stephanie Twell                                                      |          |
| 3 000 m steeple   | Helen Clitheroe                                                                                     |          |
| Marathon          | Paula Radcliffe                                                                                     |          |
| 20 km marche      | Joanna Jackson                                                                                      |          |
| 110 m haies       | Sarah Claxton Jessica Ennis                                                                         |          |
| 400 m haies       | Eilidh Child Perri Shakes-Drayton                                                                   |          |
| Saut à la perche  | Kate Dennison                                                                                       |          |
| Javelot           | Goldie Sayers                                                                                       |          |
| Lancer du marteau | Zoe Derham                                                                                          |          |
| Heptathlon        | Jessica Ennis Louise Hazel                                                                          |          |
| 4 × 100 m         | Emma Ania, Montell Douglas, Jeanette Kwakye, Joice Maduaka, Anyika Onuora, Laura Turner             |          |
| 4 × 400 m         | Vicky Barr, Lee McConnell, Christine Ohuruogu, Marilyn Okoro, Nicola Sanders, Perri Shakes- Drayton |          |

### Russie
| Épreuve           | Athlète(s)                                                             | Résultat |
| ----------------- | ---------------------------------------------------------------------- | -------- |
| 200 m             | Roman Smirnov                                                          |          |
| 400 m             | Maksim Dyldin                                                          |          |
| 800 m             | Yuriy Borzakovskiy                                                     |          |
| 10 000 m          | Anatoliy Rybakov                                                       |          |
| 400 m haies       | Aleksandr Dereviagin                                                   |          |
| 3 000 m steeple   | Ildar Minshin                                                          |          |
| Marathon          | Oleg Kulkov Yuriy Abramov Sergei Rybin Mikhail Limaev                  |          |
| Saut en hauteur   | Ivan Ukhov Yaroslav Rybakov Andrey Tereshin                            |          |
| Saut à la perche  | Viktor Chistyakov Aleksandr Gripich Igor Pavlov                        |          |
| Saut en longueur  | Aleksandr Menkov                                                       |          |
| Triple saut       | Igor Spasovkhodskiy Evgeniy Plotnir                                    |          |
| Lancer du poids   | Maksim Sidorov Pavel Sof'in Valeriy Kokoev                             |          |
| Lancer du disque  | Bogdan Pishchalnikov Nikolay Sedyuk                                    |          |
| Lancer du marteau | Aleksey Zagorniy                                                       |          |
| Javelot           | Sergei Makarov Ilya Korotkov Aleksandr Ivanov                          |          |
| Décathlon         | Aleksey Sysoev Aleksandr Pogorelov Vasiliy Kharlamov                   |          |
| 20 km marche      | Valeriy Borchin Petr Trofimov Andrey Krivov                            |          |
| 50 km marche      | Denis Nizhegorodov Sergei Kirdiapkin Yuriy Andronov                    |          |
| 4 × 400 m         | Maksim Dyldin, Konstantin Svechkar, Valentin Krugliakov, Anton Kokorin |          |

| Épreuve           | Athlète(s)                                                                               | Résultat |
| ----------------- | ---------------------------------------------------------------------------------------- | -------- |
| 100 m             | Yevgeniya Polyakova Anna Geflikh                                                         |          |
| 200 m             | Yuliya Gushchina Yelena Bolsun Olga Zaitzeva                                             |          |
| 400 m             | Antonina Krivoshapka Anastasiya Kapachinskaya Ludmila Litvinova                          |          |
| 800 m             | Marya Savinova Svetlana Kluka Yeltna Kofanova                                            |          |
| 1 500 m           | Anna Alminova Natalya Evdokimova Oksana Zbrozhek                                         |          |
| 5 000 m           | Elizaveta Grechishnikova Natalya Popova                                                  |          |
| 10 000 m          | Liliya Shobukhova Marya Konovalova Kseniya Agafonova                                     |          |
| 100 m haies       | Yuliya Kondakova Tatyana Dektiareva Yekaterina Shtepa                                    |          |
| 400 m haies       | Yuliya Pechonkina Natalya Antyukh Yelena Churakova                                       |          |
| 3000 m steeple    | Yekaterina Volkova Gulnara Galkina-Samitova Yuliya Zarudneva Yelena Sidorchenkova        |          |
| Marathon          | Svetlana Zakharova Naillya Ulamanova Olga Glok Alevtina Biktemirova Lubov Morgunova      |          |
| Saut en hauteur   | Anna Chicherova Yelena Slesarenko Svetlana Shkolina                                      |          |
| Saut à la perche  | Yelena Isinbayeva Yuliya Golubchikova Aleksandra Kiriashova Tatyana Polnova              |          |
| Saut en longueur  | Tatyana Lebedeva Yelena Sokolova Irina Meleshina Olga Kucherenko                         |          |
| Triple saut       | Tatyana Lebedeva Nadazhda Alekhina Anna Pyatykh                                          |          |
| Lancer du poids   | Anna Avdeeva                                                                             |          |
| Lancer du disque  | Natalya Sadova Svetlana Saikina                                                          |          |
| Lancer du marteau | Tatyana Lysenko                                                                          |          |
| Lancer du javelot | Valeriya Zabruskova Mariya Abakumova                                                     |          |
| Heptathlon        | Tatyana Chernova                                                                         |          |
| 20 km marche      | Olga Kaniskina Anisiya Kirdiapkina Vera Sokolova Larisa Emelianova                       |          |
| 4 × 100 m         | Polyakova, Gushchina, Natalya Rusakova, Yulya Chermoshanskaya, Aleksandra Fedoriva       |          |
| 4 × 400 m         | Krivoshapka, Kapachinskaya, Litvinova, Natalya Nazarova, Tatyana Firova, Natalya Antyukh |          |

## S

### Sénégal
- Abdoulaye Wagne 800 m
- Ndiss Kaba Badji longueur
- Fatou Bintou Fall 400 m
- Amy Mbacke Thiam 400 m

### Serbie
| Épreuve      | Athlète(s)                   | Résultat |
| ------------ | ---------------------------- | -------- |
| 1 500 m      | Goran Nava                   |          |
| Hauteur      | Dragutin Topic               |          |
| Poids        | Asmir Kolasinac Luka Rujevic |          |
| 20 km marche | Predrag Filipovic            |          |
| 50 km marche | Nenad Filipovic              |          |

| Épreuve     | Athlète(s)        | Résultat |
| ----------- | ----------------- | -------- |
| 1 500 m     | Marina Muncan     |          |
| 10 000 m    | Olivera Jevtic    |          |
| Triple saut | Biljana Topic     |          |
| Disque      | Dragana Tomasevic |          |

### Slovaquie
| Épreuve      | Athlète(s)                | Résultat |
| ------------ | ------------------------- | -------- |
| 800 m        | Jozef Repcik              |          |
| Hauteur      | Peter Horak               |          |
| Triple saut  | Dmitrij Valukevic         |          |
| Marteau      | Libor Charfreitag         |          |
| 20 km marche | Matej Tóth                | 9e       |
| 50 km marche | Matej Tóth Milos Batovsky |          |

| Épreuve      | Athlète(s)                     | Résultat |
| ------------ | ------------------------------ | -------- |
| 800 m        | Lucia Klocová                  |          |
| Longueur     | Jana Veldaková                 |          |
| Triple saut  | Dana Veldaková                 |          |
| Marteau      | Martina Hrašnová               |          |
| 20 km marche | Maria Galiková Zuzana Maliková |          |

### Slovénie
| Épreuve         | Athlète(s)        | Résultat |
| --------------- | ----------------- | -------- |
| 100 m           | Matic Osovnikar   |          |
| Marathon        | Roman Kejzar      |          |
| 3 000 m steeple | Bostjan Buc       |          |
| Perche          | Jurij Rovan       |          |
| Poids           | Miroslav Vodovnik |          |
| Marteau         | Primož Kozmus     |          |

| Épreuve     | Athlète(s)                  | Résultat |
| ----------- | --------------------------- | -------- |
| 100 m       | Pia Tajnikar                |          |
| 200 m       | Sabina Veit                 |          |
| 1 500 m     | Sonja Roman                 |          |
| Longueur    | Nina Kolaric                |          |
| Triple saut | Marija Sestak Snezana Rodic |          |
| Javelot     | Martina Ratej               |          |

### Sri Lanka
- Shehan Abeypitiyage 100 m
- Chandrika Rasnayake 400 m

### Suède
| Épreuve         | Athlète(s)                    | Résultat |
| --------------- | ----------------------------- | -------- |
| 400 m           | Johan Wissman                 |          |
| 800 m           | Mattias Claesson              |          |
| 3 000 m steeple | Mustafa Mohamed Per Jacobsen  |          |
| 110 m haies     | Robert Kronberg               |          |
| Hauteur         | Linus Thörnblad               |          |
| Perche          | Alhaji Jeng Jesper Fritz      |          |
| Longueur        | Michel Tornéus                |          |
| Javelot         | Magnus Arvidsson Jonas Lohse  |          |
| Décathlon       | Nicklas Wiberg Daniel Almgren |          |

| Épreuve         | Athlète(s)                       | Résultat |
| --------------- | -------------------------------- | -------- |
| 3 000 m steeple | Ulrika Johansson                 |          |
| Hauteur         | Emma Green                       |          |
| Poids           | Helena Engman                    |          |
| Disque          | Sofia Larsson Anna Soderberg     |          |
| Marteau         | Cecilia Nilsson                  |          |
| Heptathlon      | Jessica Samuelsson Nadja Casadei |          |

### Suisse
| Épreuve          | Athlète(s)                                                                         | Résultat |
| ---------------- | ---------------------------------------------------------------------------------- | -------- |
| 100 m            | Cédric Nabe                                                                        |          |
| 200 m            | Marco Cribari Marc Schneeberger                                                    |          |
| Disque           | Daniel Schaerer                                                                    |          |
| Javelot          | Stefan Müller                                                                      |          |
| Décathlon        | Simon Walter                                                                       |          |
| Relais 4 × 100 m | Cédric Nabe, Marco Cribari, Marc Schneeberger, Pascal Mancini, Reto Amaru Schenkel |          |

| Épreuve      | Athlète(s)       | Résultat |
| ------------ | ---------------- | -------- |
| 100 m haies  | Lisa Urech       |          |
| Perche       | Nicole Büchler   |          |
| Heptathlon   | Linda Züblin     |          |
| Marathon     | Patricia Morceli |          |
| 20 km marche | Marie Polli      |          |

### Syrie
- hauteur Majed Aldin Ghazal
- 200 m Mounira Al-Saleh

## T

### Trinité-et-Tobago
| Épreuve          | Athlète(s)                                                                                   | Résultat |
| ---------------- | -------------------------------------------------------------------------------------------- | -------- |
| 100 m            | Darrel Brown Marc Burns Richard Thompson                                                     |          |
| 200 m            | Aaron Armstrong Richard Thompson                                                             |          |
| 400 m            | Renny Quow Jarrin Solomon                                                                    |          |
| 400 m haies      | Jehue Gordon                                                                                 |          |
| Relais 4 × 100 m | Darrel Brown, Marc Burns, Richard Thompson, Aaron Armstrong, Rondell Sorillo, Keston Bledman |          |

| Épreuve          | Athlète(s)                                                                                          | Résultat |
| ---------------- | --------------------------------------------------------------------------------------------------- | -------- |
| 100 m            | Kelly-Ann Baptiste Semoy Hackett Ayanna Hutchinson                                                  |          |
| 200 m            | Kelly-Ann Baptiste Semoy Hackett                                                                    |          |
| 100 m haies      | Aleesha Barber                                                                                      |          |
| 400 m haies      | Josanne Lucas                                                                                       |          |
| Lancer du poids  | Annie Alexander Cleopatra Borel-Brown                                                               |          |
| Relais 4 × 100 m | Kelly-Ann Baptiste, Semoy Hackett, Ayanna Hutchinson, Monique Cabral, Reyare Thomas, Sasha Springer |          |

### Tunisie
| Épreuve      | Athlète(s)         | Résultat |
| ------------ | ------------------ | -------- |
| Javelot      | Mohamed Ali Kbabou |          |
| 20 km marche | Hassanine Sebei    |          |

| Épreuve         | Athlète(s)                | Résultat |
| --------------- | ------------------------- | -------- |
| 3 000 m steeple | Habiba Ghribi             |          |
| 20 km marche    | Olfa Lafi Chaima Trabelsi |          |

### Turquie
- Ercüment Olgundeniz disque
- Eşref Apak marteau
- Fatih Avan javelot
- Yeliz Kurt 800 m
- Alemitu Bekele 1 500 m et 5 000 m
- Aslı Çakır 1 500 m et 3 000 m st
- Elvan Abeylegesse 5 000 m et 10 000 m
- Nevin Yanıt 100 m h
- Karin Mey Melis longueur

### Tuvalu
- Okilani Tinilau 100 m
- Asenate Manoa 100 m

## U

### Uruguay
| Épreuve     | Athlète(s)   | Résultat |
| ----------- | ------------ | -------- |
| 400 m       | Andrés Silva |          |
| 400 m haies | Andrés Silva |          |

| Épreuve     | Athlète(s)        | Résultat |
| ----------- | ----------------- | -------- |
| 400 m haies | Déborah Rodríguez |          |

## V

### Îles Vierges des États-Unis
| Épreuve | Athlète(s)    | Résultat |
| ------- | ------------- | -------- |
| 100 m   | Adrian Durant |          |
| 400 m   | Tabarie Henry |          |

| Épreuve | Athlète(s)                                | Résultat |
| ------- | ----------------------------------------- | -------- |
| 100 m   | LaVerne Jones-Ferrette Courtney Patterson |          |
| 200 m   | LaVerne Jones-Ferrette                    |          |

### Viêt Nam
- Nguyễn Văn Hùng, triple saut
- Bùi Thị Nhung, saut en hauteur

## Z

### Zambie
- Gerald Phiri 100 m et 200 m
- Prince Mumba 800 m
- Tony Wamulwa 5 000 m
- Racheal Nachula 400 m

### Zimbabwe
- Brian Dzingai 200 m
- Gabriel Mvumvure 200 m
- Young Talkmore Nyongani 400 m
- George Majaji marathon
- Ngonidzashe Makusha longueur
- Tamla Pietersen 100 m h